# Річард Бермер
Річард Стівен Бермер (19 вересня 1955 — 9 вересня 2006) — американський композитор, інженер, звукорежисер, музикант і етномузиколог. Він розробив унікальне та відмінне звучання завдяки своїй роботі з електронною музикою, поєднуючи її з різноманітними музичними стилями та інструментами з усього світу.

## Раннє життя
Річард народився 19 вересня 1955 року в Овоссо, штат Мічіган, у сім'ї Генрі Стенлі Бермера та Терези (Сучозенки) Бермер. Підростаючи в Мічигані, він познайомився з музикою Індії, Близького Сходу, сучасними оркестровими композиторами та електронною музикою. Він знайшов широку палітру музичних текстур за допомогою синтезаторів і оригінального семплера Mellotron. Також вплинули The Moody Blues, King Crimson і Pink Floyd. Закінчив середню школу Корунна в Мічигані.

## Кар'єра
Провівши час у коледжі, вивчаючи теорію музики та композицію, Річард переїхав до Лос-Анджелеса, де став звуковим дизайнером для E-mu Systems у Санта-Крузі та інженером/програмістом-синтезатором для систем EFX у Бербанку.
Річард Бермер помер від хвороби серця в суботу, 9 вересня 2006 року, в Сагіно, штат Мічіган, у віці 50 років. Його пам'яті було присвячено епізод радіошоу Hearts of Space у 2007 році під назвою "Across the View" (програма № 794). Радіошоу Echoes випустило триб'ют-подкаст для Бермера до десятої річниці його смерті в 2016 році. 

## Дискографія
- 1984 - Mosaic (Fortuna Records, перевиданий на American Gramaphone Records)
- 1987 - Bhakti Point (Fortuna Records, перевиданий на American Gramaphone Records)
- 1987 - Western Spaces (спільний альбом зі Стівом Роучем і Кевіном Брахені)
- 1988 - On the Third Extreme (Gaia Records, перевиданий на American Gramaphone Records)
- 1992 - Invention (American Gramaphone Records)
- 1994 - Collections from a Gallery (компіляція Burmer з Японії)
- 1995 - Shining by the River (компіляція Burmer від Audio Alternatives Record Company, яка містить особисті улюблені композиції Річарда Бермера з альбомів Bhakti Point, On The Third Extreme та Invention, а також деякі додаткові треки з Day Parts Series, випущені на цих альбомах (див. нижче).
- 1996 - Treasures of the Saints (Miramar/BMG Records)
- 1996/2023 - World Fusion (невиданий/пізніше випущений лише цифровий альбом FirstCom Music/Universal)

### Індивідуальні штуки
- 1982 — «Intro» (на альбомі «Music from the 21st Century») (виніловий трек)
- 1996 - "Tristan and the Book" (на семплері Miramar 10)
- 1999 — «Moon Ghost Waltz» (написаний Майклом Хоппе, соло у виконанні Річарда Бермера (не плутайте з офіційним випуском цієї назви як композиції Майкла Хоппе з Тімом Вітером (флейта) і Річардом Бермером (звукові ефекти) на The The Unforgetting Heart Майкла Хоппе; версія Річарда Бермера, випущена в альбомі Майкла Хоппа Rarities (альбом лише для завантаження)
- 2000 - "Sun's Comin' Out" (на семплері Cousteau`s Dream - Real Music)

#### Західні просторизі Стівом Роучем/Кевіном Брахені (випуск Innovative Communications 1987 р.)
- 1987 — «Across the View» (перевипущено на семплері Sunday Morning Coffee у 1991 році)
- 1987 — «A Story From The Rain» (перевипущено на семплері Sunday Morning Coffee у 1991 році)

#### Серія "Частини дня", Чіп Девіс (на American Gramaphone)
- 1992 - "The Rain Will Bless The Love" (з роману про частини дня)
- 1992 - «Shining By The River» (з роману про частини дня)
- 1993 - "Meadow Drive" (з Day Parts Sunday Morning Coffee II)
- 1993 - «Downstream» (з Day Parts Sunday Morning Coffee II)
- 1997 - "Embracement" (з Day Parts Romance II)
- 1997 - "Walk Into The Love" (з Day Parts Romance II)

### Додаткова співпраця
- 1986 - Point Of Arrival, Лорен Нерелл, feat. Річард Бермер на додатковому синтезаторі
- 1988 - Galaxies Кевіна Брахені, feat. Річард Бермер на додатковому синтезаторі
- 1996 - Wind Songs by Michael Hoppe, feat. Тім Вітер на флейті та Річард Бермер (звукові ефекти)
- 1998 - The Unforgetting Heart Майкла Хоппе, feat. Тім Вітер на флейті та Річард Бермер (звукові ефекти)

## Зовн. посилання
- Офіційний веб-сайт Річарда Бермера (в Інтернет-архіві - оригінальний сайт зараз офлайн)